# Bart's House of Weirdness
Bart's House of Weirdness è un videogioco a piattaforme pubblicato dalla Konami nel 1992 per DOS. Sviluppato dalla Distinctive Software, è basato sulla serie televisiva animata statunitense I Simpson e rispetta molti aspetti della serie. Nel gioco, il giocatore controlla Bart nella sua fuga da casa Simpsons dopo essere stato messo in punizione dai genitori. Nelle sue avventure per la città, Bart è equipaggiato con vari oggetti utili per sconfiggere nemici ed animali molesti.

## Modalità di gioco
Bart's House of Weirdness è un videogioco d'azione/piattaforme/strategico che utilizza movimenti su schermata singola. La trama vede Bart messo in punizione dai suoi genitori Homer e Marge dopo aver combinato diversi guai. Non avendo nulla da fare, Bart velocemente si annoia e scappa da casa. Il ragazzo gironzola per la città, ed in seguito finisce in un luna park, dove dovrà salvare Krusty il Clown dal suo arcinemico Telespalla Bob.
Il gioco ha sei livelli ed un combattimento finale. Il giocatore controlla Bart ad aiutare la sorella Maggie nel recuperare una palla, esplorando la cantina di casa Simpsons, spostarsi al cinema di Springfield, al centro commerciale e fare un sogno in cui compaiono anche Grattachecca e Fichetto. Durante questo livello, Bart combatte matasse di polvere, ragni e fantasmi (in casa), mutanti spaziali (al cinema), e Grattachecca e Fichetto (nel sogno).
Bart può utilizzare una serie di armi nel gioco, che includono pistole giocattolo, fionde, bombolette di vernice spray, e palloncini d'acqua. Il giocatore controlla queste armi sia con la tastiera che con il joystick. I controlli del joystick hanno due modalità: una per sparare ed una per saltare. Ogni volta che il giocatore non riesce a colpire una delle creature, e queste colpiscono Bart, il livello dell'energia, chiamata "Cool-O-Meter", cala. Per poter ripristinare l'energia di Bart, il giocatore deve raccogliere alcuni oggetti specifici. Quando il giocatore completa tutti i livelli, Bart va al parco dei divertimenti Krustyland per salvare Krusty da Telespalla Bob.